# Günter Verheugen
Günter Verheugen, född 28 april 1944 i Bad Kreuznach, är en tysk socialdemokratisk politiker (SPD) samt tidigare EU-kommissionär. 
Han var generalsekreterare i det liberala FDP 1978–1982, men lämnade partiet i samband med "die Wende", då FDP, som drog alltmer åt höger, övergav koalitionen med SPD och bildade regering med konservativa CDU/CSU. Istället anslöt han sig till SPD och blev för detta parti ledamot av Förbundsdagen 1983. Han var biträdande utrikesminister i Gerhard Schröders regering 1998–1999.
År 1999 utsågs han till EU-kommissionär i Prodi-kommissionen med ansvar för EU:s utvidgning och var i denna roll pådrivande när Estland, Lettland, Litauen, Polen, Tjeckien, Slovenien, Ungern, Slovakien, Cypern och Malta anslöts till EU i maj 2004.  I november 2004 utsågs han till vice ordförande i första Barroso-kommissionen och ansvarade för näringslivsfrågor. Han avgick i februari 2010 i samband med att andra Barroso-kommissionen tillträdde.